# Tadashi Watanabe
Tadashi Watanabe (渡辺 貞, Watanabe Tadashi, outubro de 1944) é um cientista da computação japonês.